# Hondenlosloopgebied

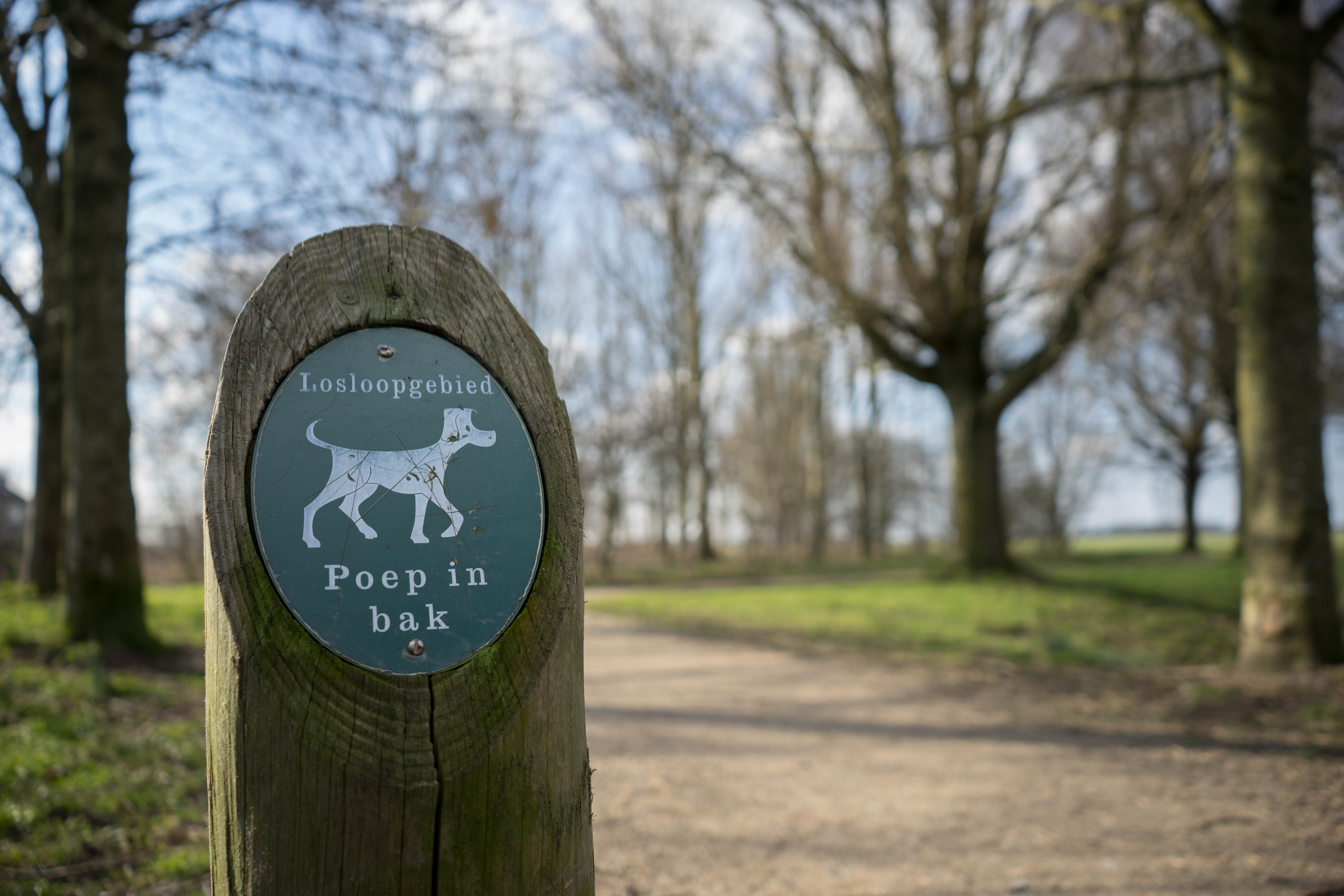
Losloopgebied

Een hondenlosloopgebied of uitrengebied is een speciaal gebied waar honden los mogen lopen. Deze gebieden zijn vooral in steden en andere grote woonplaatsen te vinden. Ze hebben enerzijds tot doel om honden een plek te geven om zonder leiband te kunnen bewegen en spelen en anderzijds om de overlast van ontlasting tegen te gaan. Vaak bestaan deze gebieden uit parkjes en/of grasvelden en worden zij aangegeven met borden. Er kunnen voorzieningen aangebracht zijn zoals schaduwplekken, drinkwater en banken voor de baasjes
Gemeenten proberen eigenaren van honden ertoe aan te zetten, de uitwerpselen van hun viervoeters op te ruimen, ook in de uitrengebieden, door hen te verplichten plastic of papieren afvalzakjes mee te nemen.